# Toftaåns dämningsområde (Bringetofta socken, Småland, 637251-143120)
Toftaåns dämningsområde är en sjö i Nässjö kommun i Småland och ingår i Lagans huvudavrinningsområde. Sjön har en area på 0,0502 kvadratkilometer och ligger 261,3 meter över havet. Sjön avvattnas av vattendraget Skålån (Storån).

## Delavrinningsområde
Toftaåns dämningsområde ingår i det delavrinningsområde (636990-143009) som SMHI kallar för Ovan Lillån. Medelhöjden är 285 meter över havet och ytan är 36,55 kvadratkilometer. Räknas de 6 delavrinningsområdena uppströms in blir den ackumulerade arean 75,89 kvadratkilometer. Skålån (Storån) som avvattnar avrinningsområdet har biflödesordning 2, vilket innebär att vattnet flödar genom totalt 2 vattendrag innan det når havet efter 234 kilometer. Delavrinningsområdet består mestadels av skog (74 %) och jordbruk (14 %). Avrinningsområdet har 0,37 kvadratkilometer vattenytor vilket ger det en sjöprocent på 1 %.